# Schwarzer Felsen-Höllenstein
Das Gebiet Schwarzer Felsen-Höllenstein ist ein vom Landratsamt Rottweil am 29. Juni 1990 durch Verordnung ausgewiesenes Landschaftsschutzgebiet auf dem Gebiet der Stadt Rottweil.

## Lage
Das Teilgebiet Schwarzer Felsen liegt östlich der Kernstadt beim Rottweiler Bahnhof am rechten Talhang am Zusammenfluss von Neckar und Prim. Das Teilgebiet Höllenstein liegt etwas weiter nördlich ebenfalls am rechten Talhang und umrahmt das Stadtviertel „In der Au“.
Das Landschaftsschutzgebiet wird im Wesentlichen von der Trigodonus-Formation des Oberen Muschelkalks und der Erfurt-Formation des Unteren Keupers geprägt und reicht randlich bis in die Grabfeld-Formation des Mittleren Keupers.

## Schutzzweck
Wesentlicher Schutzzweck ist laut Schutzgebietsverordnung „die Erhaltung der landschaftsprägenden steilen Prallhänge von Prim und Neckar mit Halbtrockenrasen, Gebüschen, naturnahen Mischwäldern und Felspartien, der reichhaltig gegliederten Oberhänge mit Gebüsch, Heckenriegeln, trockenen Wiesenrainen und Obstwiese sowie eines aufgelassenen Gipsbruchs mit interessanten Sukzessionsstadien. Der Schutz dient ferner der Sicherung wertvoller Biotope für seltene, zum Teil von Aussterben bedrohte Tier- und Pflanzenarten.“

## Landschaftscharakter
Landschaftsprägend sind die steilen Prallhänge von Neckar und Prim. Sie sind größtenteils mit Gebüsch und Wald bewachsen. Oberhalb der Hänge umfasst das Gebiet auch einige Wiesen.